# Ophiura violainae
Ophiura violainae is een slangster uit de familie Ophiuridae.
De wetenschappelijke naam van de soort werd in 1972 gepubliceerd door Gustave Cherbonnier & Myriam Sibuet.